# Balma
Balma este o comună în departamentul Haute-Garonne din sudul Franței. În 2009 avea o populație de 13.284 de locuitori.

## Evoluția populației
| An        | 1975  | 1982  | 1990  | 1999   | 2006   | 2009   |
| --------- | ----- | ----- | ----- | ------ | ------ | ------ |
| Populație | 7.127 | 8.117 | 9.506 | 11.944 | 12.793 | 13.284 |

## Monumente

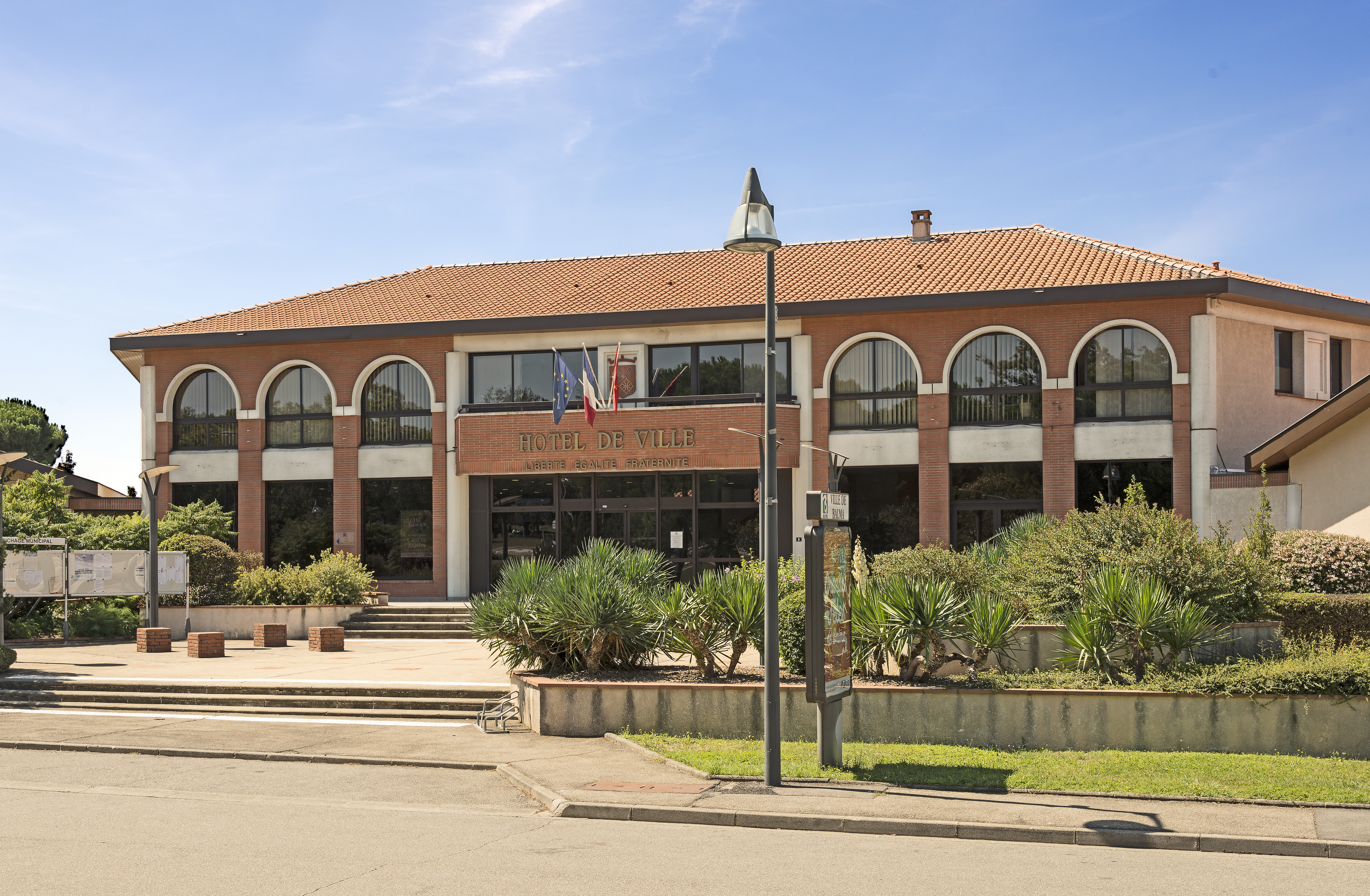
Primarie
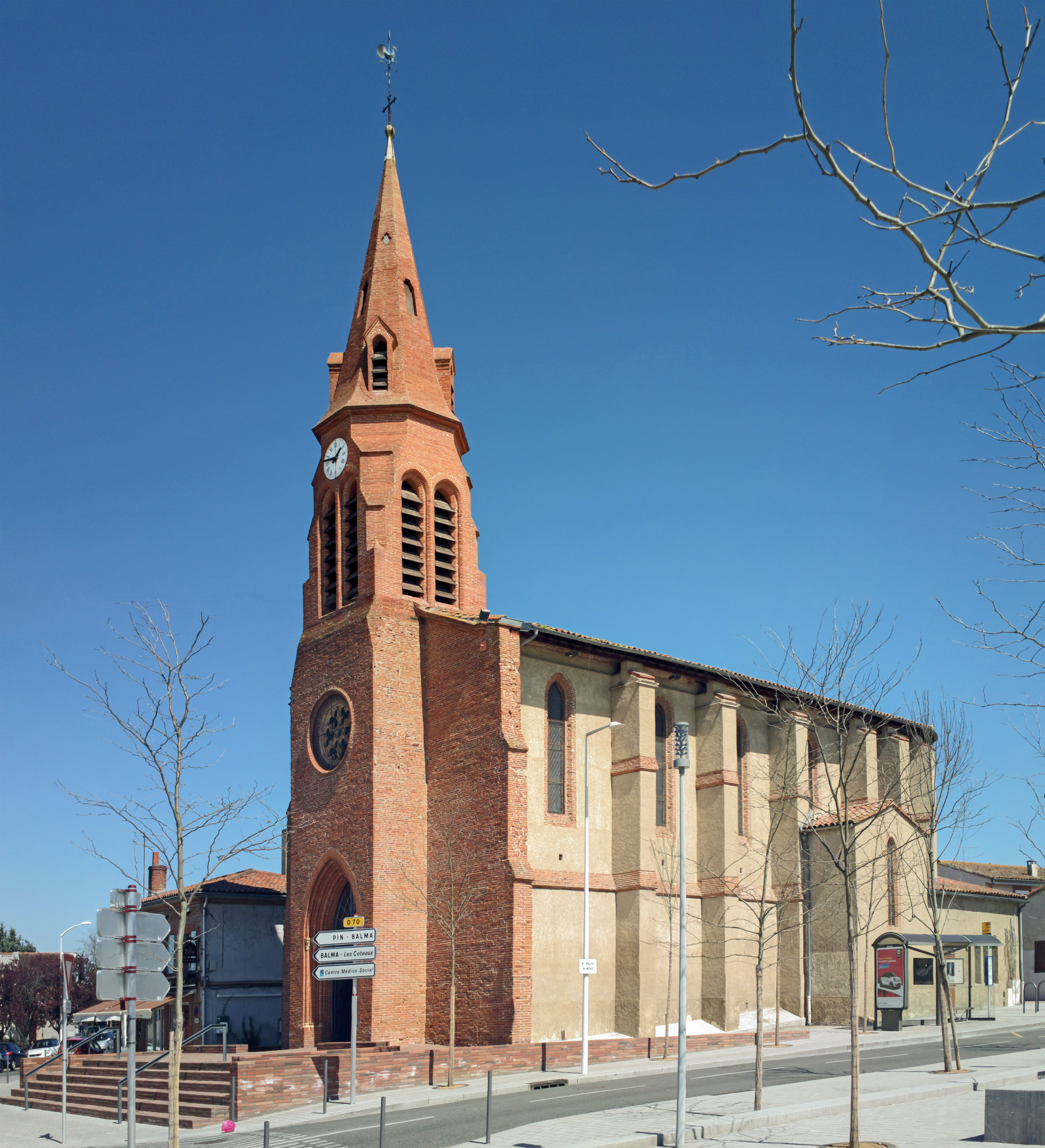
biserică Saint-Joseph
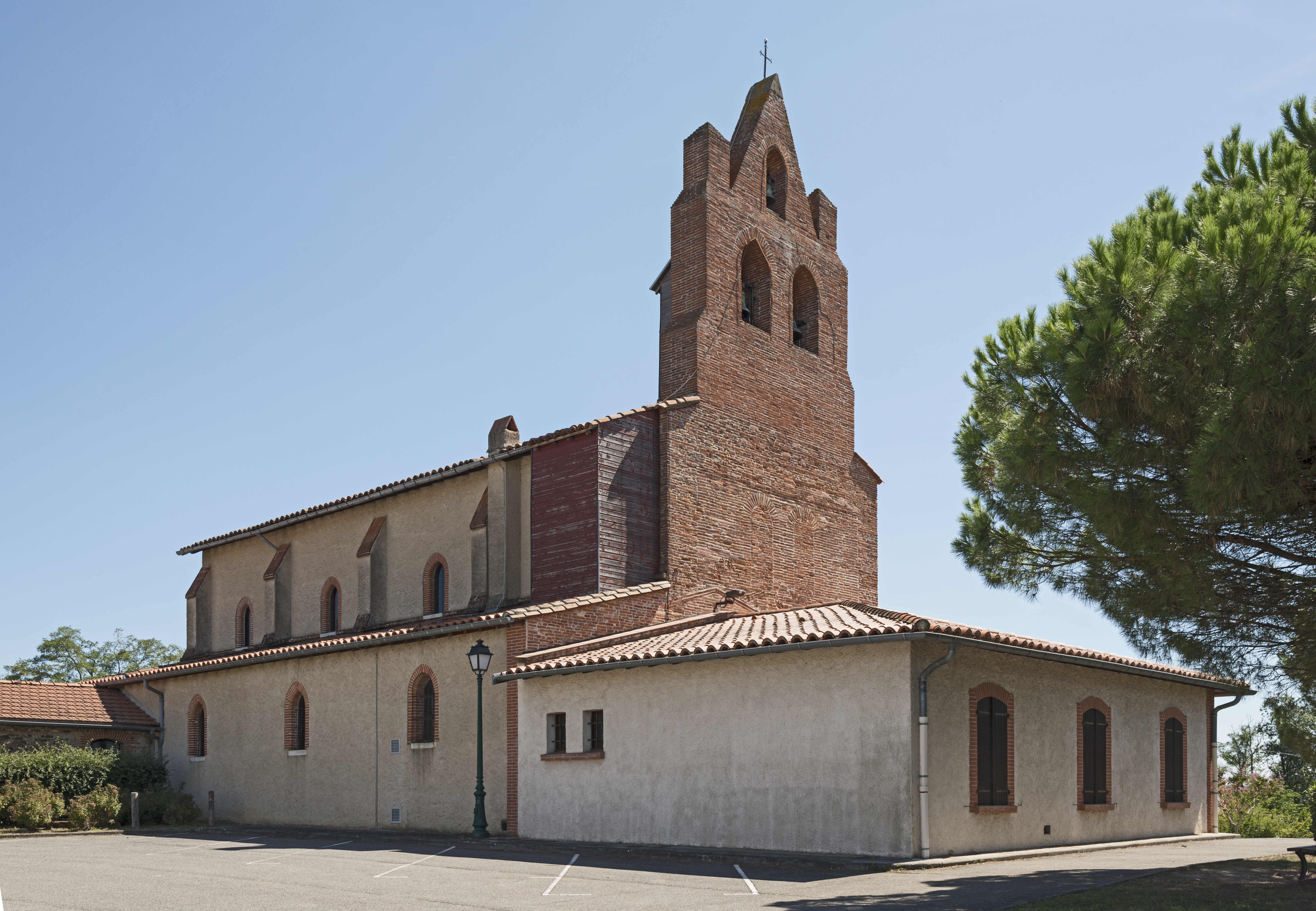
biserică Saint-Martin-de-Boville
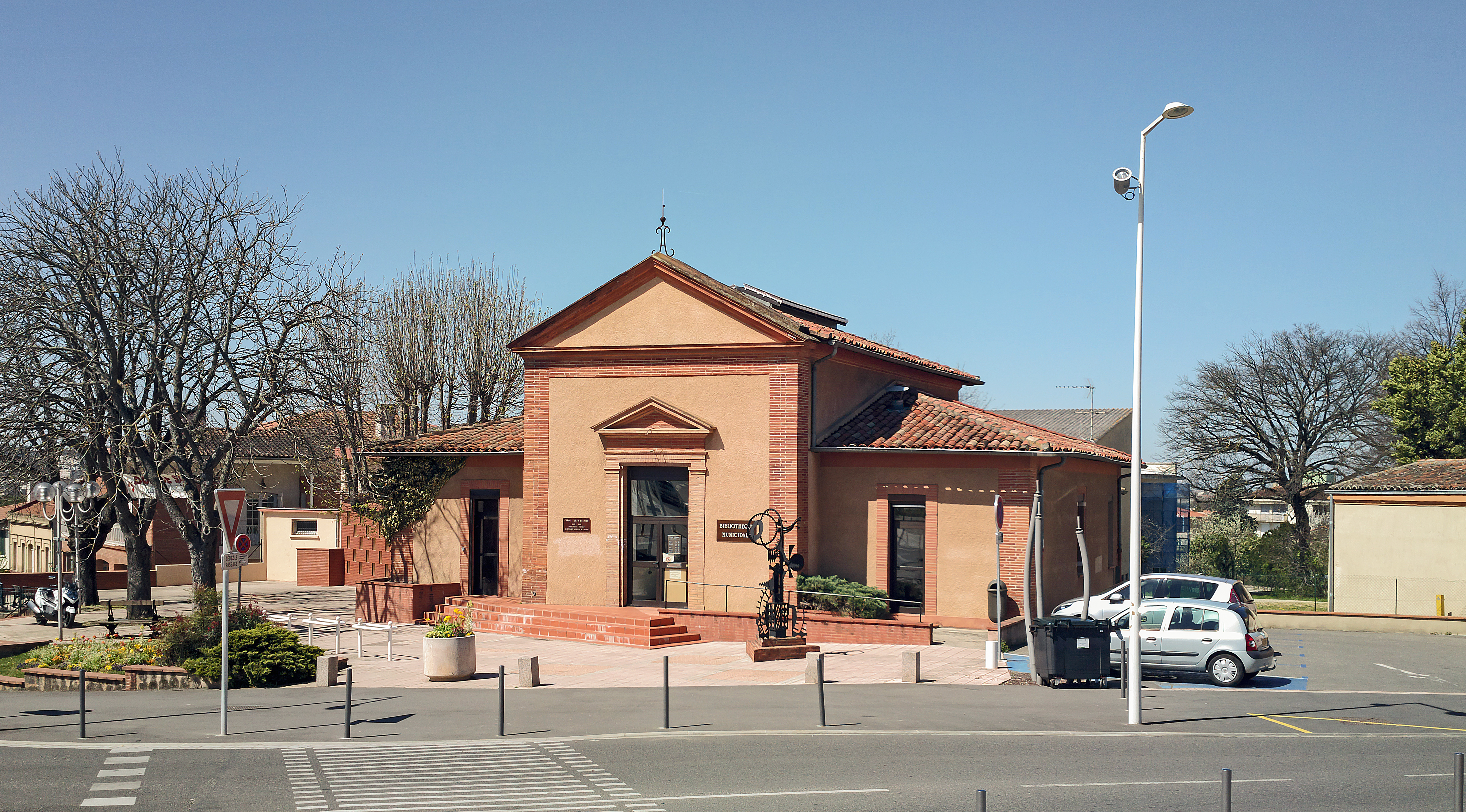
Biblioteca Publica
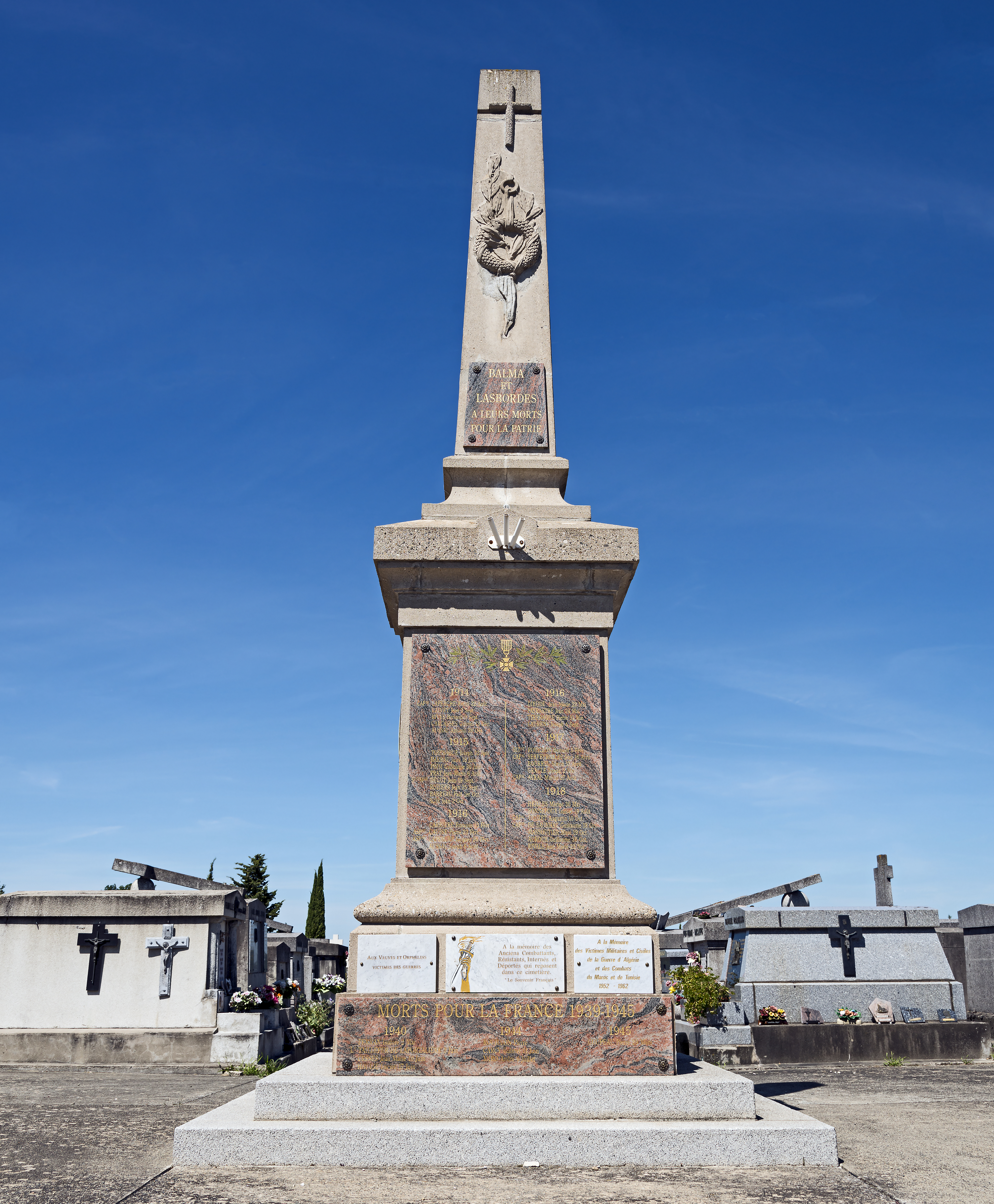
Monumentul Războiului